# Мартинес Санчес, Мария Хосе
Мария Хосе Мартинес Санчес (исп. María José Martínez Sanchez; родилась 12 августа 1982 года в Екле, Испания) — испанская теннисистка; победительница 26 турниров WTA (из них пять в одиночном разряде); победительница одного итогового турнира WTA в парном разряде; финалистка Кубка Федерации-2008 и обладательница Кубка Хопмана-2010 в составе сборной Испании; победительница юниорского Открытый чемпионат Франции-2000 в парном разряде; победительница одного одиночного турнира Orange Bowl; финалистка одного юниорского турнира Большого шлема в одиночном разряде (Открытый чемпионат Австралии-2000); экс-2-я ракетка мира в юниорском одиночном рейтинге.

## Общая информация
Мария Хосе — одна из трёх детей Рикардо Мартинеса и Фини Санчес; её младших братьев зовут Рикардо и Алехандро.
14 июля 2012 года испанка вышла замуж за Хуана-Доминго Переса, до свадьбы пара встречалась девять лет. В апреле 2014 года у них родился первенец — дочь Андреа.
В юниорские годы тренировалась в академии Хуана Карлоса Ферреро. Любимым покрытием называет хард.

## Спортивная карьера

### Начало карьеры
В 1999 году Мартинес-Санчес выиграла престижный юниорский турнир Orange Bowl в своей возрастной категории. В том же году она выиграла первые турниры из цикла ITF в одиночном и парном разрядах. В 2000 году испанская юниорка вышла в финал Открытого чемпионата Австралии среди девушек в одиночках (проиграла в финале Анико Капрош) и выиграла Открытый чемпионат Франции среди девушек в парах (с Анабель Мединой Гарригес).
В январе 2001 года на Открытом чемпионате Австралии Мартинес-Санчес дебютировала в основной сетке взрослого турнира серии Большого шлема, пройдя три раунда квалификации. В первом матче на таком уровне она проиграла американке Винус Уильямс. В феврале на турнире в Боготе она впервые прошла в четвертьфинал в рамках соревнований WTA-тура. В марте Мария-Хосе выиграла дебютный титул WTA в парном разряде. Совместно с Анабель Мединой Гарригес она первенствовала в Акапулько. В апреле и мае испанский дуэт выиграл ещё два титула на турнирах в Порту и Боле. К началу мая Мартинес-Санчес поднялась в топ-100 мирового одиночного рейтинга, а в конце месяца вышла в полуфинал на грунтовом турнире в Мадриде. В августе Мария-Хосе в паре с Мединой Гарригес побеждает на турнире в Базеле.
Выступления Мартинес-Санчес в период с 2003 по 2007 год не отличились особыми достижениями. В WTA-туре в эти временные рамки она один раз дошла до парного финала в июле 2003 года в Палермо.

### 2008—2011 (пик карьеры)
В конце февраля 2008 года на турнире в Акапулько Мартинес-Санчес вышла в парный финал в партнёрстве с Нурией Льягостерой Вивес, где взяла первый за пять лет титул WTA. В апреле того же года она сыграла первый матч в составе сборной Испании в розыгрыше Кубка Федерации. В полуфинальной встрече против команды Китая она выиграла парную встречу в дуэте с Льягостерой Вивес, а Испания в итоге прошла в финал. В мае дуэт Льягостера Вивес и Мартинес-Санчес вышел в парный финал турнира 1-й категории в Берлине. На Открытом чемпионате Франции их команда смогла пройти в четвертьфинал парных соревнований. В июне Мартинес-Санчес сыграла первый одиночный финал WTA в карьере. Она вышла в него на турнире в Барселоне, но в битве за главный приз проиграла россиянке Марии Кириленко со счётом 0-6, 2-6. На Уимблдонском турнире в паре с Льягостера Вивес она смогла выйти в четвертьфинал, а в одиночном разряде, начав свои выступления с квалификации, смогла впервые выйти в третий раунд Большого шлема. В августе Мария-Хосе сыграла на первых для себя Олимпийских играх, которые проводились в Пекине. Во втором раунде одиночных соревнований она проиграла Динаре Сафиной, а в парах проиграла уже на старте.
В январе 2009 года на Открытом чемпионате Австралии Мартинес-Санчес вышла впервые в третий раунд, а в парах дошла до 1/4 финала с Льягостерой Вивес. После Австралии испанка успешно выступила на турнире в Боготе. Она смогла выиграть свой первый одиночный титул в Туре. В финале Мария-Хосе одолела Хиселу Дулко из Аргентины (6-3, 6-2). Также она выиграла и парные соревнования в Боготе (с Льягостерой Вивес), совершив на турнире победный дубль. Льягостера Вивес и Мартинес-Санчес выиграли до конца апреля ещё два парных трофея на турнирах в Акапулько и Барселоне. В одиночном рейтинге Мария-Хосе смогла войти в топ-50. В мае на премьер-турнире в Риме испанская теннисистка смогла обыграть сильных соперниц (Амели Моресмо, Марион Бартоли, Надя Петрова) и выйти в четвертьфинал. На Ролан Гаррос она впервые вышла в третий раунд, а нра Уимблдоне в женских парах достигла четвертьфинала с Льягостерой Вивес.
В июле Мартинес-Санчес выиграла второй одиночный турнир в сезоне. Ей покорились соревнования в Бостаде, где в решающем матче она переиграла № 9 в мире на тот момент Каролину Возняцки — 7-5, 6-4. Летом Льягостера Вивес и Мартинес-Санчес смогли выиграть три парных титула. Сначала на грунтовом турнире в Палермо, после этого на харде в Торонто одержали первую в карьере победу на турнире серии премьер, а затем победили в Нью-Хейвене. На Открытом чемпионате США их дуэт вышел в четвертьфинал, а в одиночках Мартинес-Санчес прошла в третий раунд. Удачные выступления в парном разряде позволили испанской спортсменке войти в первую десятку мирового парного рейтинга и выступить в конце сезона на Итоговом парном турнире. В команде со своей постоянной партнёршей по выступлениям Нурией Льягостерой Вивес она одержала победу на завершающем сезон соревновании. В одиночном разряде она выступила в концовке сезона на турнире чемпионок WTA, где вышла в полуфинал.
На старте сезона 2010 года Мартинес-Санчес выступила за Испанию на Кубке Хопмана и совместно с Томми Робредо выиграла этот командный турнир. В феврале она выиграла очередной парный трофей в дуэте с Льягостерой Вивес на турнире в Дубае. В марте на престижном турнире в Индиан-Уэлсе испанка среди прочих обыграла № 6 в мире Викторию Азаренко и смогла доиграть до четвертьфинала. Ещё одну победу над Азаренко Мартинес-Санчес одержала в апреле на турнире в Марбелье, благодаря чему прошла в полуфинал. В мае она великолепно выступила на премьер-турнире в Риме, став чемпионкой этого престижного турнира. В третьем раунде Мартинес-Санчес удалась победа над второй ракеткой мира Королиной Возняцки (6-4, 6-2). Затем она прошла Луцию Шафаржову и Ану Иванович, а в финале смогла переиграть № 7 в мире Елену Янкович. Этот успех позволил 27-летней испанской теннисистке войти в топ-20 мирового рейтинга, заняв 19-ю строчку. На Ролан Гаррос она остановилась в шаге от выхода в решающий матч, дойдя с Льягостерой Вивес до полуфинала. В начале июля в парном рейтинге Мартинес-Санчес смогла подняться на некоторое время на четвёртую позицию. В октябре Мария-Хосе вышла в полуфинал турнира в Москве.
В феврале 2011 года Мартинес-Санчес стала чемпионкой в парном разряде турнира в Дубае совместно с Лизель Хубер. В июле в Бостаде она выиграла уже 15 парный титул WTA на турнире в Бостаде, где сыграла в альянсе с Лурдес Домингес Лино. Через неделю после этого она смогла выиграть и одиночный титул, получив его на турнире в Бадгастайне. В финале она нанесла поражение местной теннисистке Патриции Майр-Ахлайтнер — 6-0, 7-5. В сентябре Мария-Хосе завоевала ещё один одиночный титул, который стал для неё пятым за карьеру в туре. Она стала победительницей турнира в Сеуле, обыграв в финале Галину Воскобоеву — 7-6(0), 7-6(2).

### 2012—2019
На Открытом чемпионате Франции 2012 года Льягостера Вивес и Мартинес-Санчес вышли в полуфинал. В июне они выиграли первый парный титул на травяном покрытии, завоевав его на турнире в Истборне. На Уимблдоне этот испанский дуэт смог пройти в четвертьфинал. На Олимпийских играх в Лондоне Мартинес-Санчес остановилась на стадии второго раунда в одиночном и парном разрядах. Ещё одного полуфинала Большого шлема пара Льягостера Вивес и Мартинес-Санчес добилась на Открытом чемпионате США. С июня 2013 по март 2015 года Мария-Хосе взяла паузу в спортивной карьере в связи с рождением дочери.
После возвращения в Тур Мартинес-Санчес сконцентрировалась на выступлениях в парном разряде. Первого титула после длительной паузы она добилась в июне 2016 года на турнире на Мальорке, который она выиграла совместно с Габриэлой Дабровски. В июле 2017 года 34-летняя теннисистка вышла в полуфинал в миксте на Уимблдонском турнире в дуэте с бразильцем Марсело Демолинером. В том же году на Открытом чемпионате США она вышла в четвертьфинал в женских парах, сыграв в команде с Андреей Клепач. В сентябре их пара завоевала парный трофей на турнире в Токио.
В начале сезона 2018 года Клепач и Мартинес-Санчес вышли в парный финал турнира в Брисбене. В январе испанка вышла в полуфинал в миксте на Открытом чемпионате Австралии (с Демолинером). На турнире в Дохе в феврале Клепач и Мартинес-Санчес вышли в финал, где уступили в матче за титул Габриэле Дабровски и Елене Остапенко. Следующий их совместный финал состоялся в апреле в Чарлстоне. На кортах Ролан Гаррос они вышли в четвертьфинал женских парных соревнований, а в миксте Мария-Хосе с достигла той же стадии с Марсело Демолинером. В июне Клепач и Мартинес-Санчес выиграли первый титул в сезоне, победив в парном розыгрыше турнира на Мальорке.
На Открытом чемпионате Австралии года пара Клепач и Мартинес Санчес дошли до четвертьфинала, а в миксте испанская теннисистка прошла в полуфинал в тандеме с Нилом Скупски. В апреле 2019 года Мартинес-Санчес вместе с соотечественницей Сара Соррибес Тормо на турнире в Рабате дошла до финала и, обыграв пару Хеорхина Гарсия Перес и Оксана Калашникова, завоевали титул в парном разряде. Он стал 20-м в парной карьере Мартинес-Санчес в женском туре WTA. Последней для себя титул она завоевала в августе на турнире в Нью-Йорке в команде с Дарьей Юрак. По окончании сезона 2019 года она завершила спортивную карьеру.

## Итоговое место в рейтинге WTA по годам
| Год  | Одиночный рейтинг | Парный рейтинг |
| 2019 |                   | 34             |
| 2018 |                   | 18             |
| 2017 | 636               | 24             |
| 2016 | 664               | 42             |
| 2015 |                   | 115            |
| 2013 | 532               | 129            |
| 2012 | 161               | 15             |
| 2011 | 35                | 21             |
| 2010 | 28                | 15             |
| 2009 | 27                | 6              |
| 2008 | 92                | 30             |
| 2007 | 173               | 108            |
| 2006 | 109               | 62             |
| 2005 | 397               | 131            |
| 2004 |                   | 265            |
| 2003 | 348               | 112            |
| 2002 | 278               | 79             |
| 2001 | 92                | 40             |
| 2000 | 153               | 189            |
| 1999 | 329               | 323            |
| 1998 | 667               | 545            |

## Выступления на турнирах

### Финалы турнировWTAв одиночном разряде (6)

#### Победы (5)
| Легенда: До 2009 года      | Легенда: С 2009 года  |
| -------------------------- | --------------------- |
| Турниры Большого шлема (0) |                       |
| Олимпиада (0)              |                       |
| Итоговый турнир WTA (0+1)* |                       |
| 1-я категория (0)          | Premier Mandatory (0) |
| 2-я категория (0)          | Premier 5 (1+3)       |
| 3-я категория (0+3)        | Premier (0+3)         |
| 4-я категория (0+3)        | International (4+8)   |
| 5-я категория (0)          | International (4+8)   |

| Титулы по покрытиям | Титулы по месту проведения матчей турнира |
| ------------------- | ----------------------------------------- |
| Хард (1+7)*         | Зал (0)                                   |
| Грунт (4+11)        | Зал (0)                                   |
| Трава (0+3)         | Открытый воздух (5+21)                    |
| Ковёр (0)           | Открытый воздух (5+21)                    |

* количество побед в одиночном разряде + количество побед в парном разряде.
| №  | Дата             | Турнир              | Покрытие | Соперница в финале      | Счёт          |
| 1. | 16 февраля 2009  | Богота, Колумбия    | Грунт    | Хисела Дулко            | 6-3 6-2       |
| 2. | 6 июля 2009      | Бостад, Швеция      | Грунт    | Каролина Возняцки       | 7-5 6-4       |
| 3. | 8 мая 2010       | Рим, Италия         | Грунт    | Елена Янкович           | 7-6(5) 7-5    |
| 4. | 17 июля 2011     | Бадгастайн, Австрия | Грунт    | Патриция Майр-Ахлайтнер | 6-0 7-5       |
| 5. | 25 сентября 2011 | Сеул, Южная Корея   | Хард     | Галина Воскобоева       | 7-6(0) 7-6(2) |

#### Поражение (1)
| №  | Дата        | Турнир             | Покрытие | Соперница в финале | Счёт    |
| 1. | 9 июня 2008 | Барселона, Испания | Грунт    | Мария Кириленко    | 0-6 2-6 |

### Финалы турнировITFв одиночном разряде (20)

#### Победы (12)
| Легенда:           |
| ------------------ |
| 100.000 USD (0+1)* |
| 75.000 USD (0+1)   |
| 50.000 USD (0+5)   |
| 25.000 USD (11+13) |
| 10.000 USD (1+3)   |

| Титулы по покрытиям | Титулы по месту проведения матчей турнира |
| ------------------- | ----------------------------------------- |
| Хард (6+8)*         | Зал (0+1)                                 |
| Грунт (6+15)        | Зал (0+1)                                 |
| Трава (0)           | Открытый воздух (12+22)                   |
| Ковёр (0)           | Открытый воздух (12+22)                   |

* количество побед в одиночном разряде + количество побед в парном разряде.
| №   | Дата             | Турнир                         | Покрытие | Соперница в финале    | Счёт              |
| 1.  | 19 июля 1999     | Вальядолид, Испания            | Хард     | Цой Дзю Ен            | 7-6(5) 6-2        |
| 2.  | 15 мая 2000      | Эдинбург, Великобритания       | Грунт    | Жофия Губачи          | 6-2 6-3           |
| 3.  | 10 июля 2000     | Гечо, Испания                  | Грунт    | Юлия Вакуленко        | 6-4 6-0           |
| 4.  | 17 июля 2000     | Вальядолид, Испания            | Хард     | Паула Эрмида          | 6-4 6-2           |
| 5.  | 2 августа 2005   | Виго, Испания                  | Хард     | Аннетта Колб          | 6-7(5) 7-5 7-6(4) |
| 6.  | 11 апреля 2006   | Сан-Луис-Потоси, Мексика       | Грунт    | Мария Жосе Аржери     | 6-2 4-6 6-2       |
| 7.  | 1 мая 2006       | Катания, Испания               | Грунт    | Карин Кнапп           | 6-3 4-6 6-4       |
| 8.  | 6 июня 2006      | Мадрид, Испания                | Хард     | Келли Лигани          | 7-6(3) 6-3        |
| 9.  | 23 октября 2006  | Сан-Кугат-дель-Вальес, Испания | Грунт    | Аранча Парра Сантонха | 6-2 6-4           |
| 10. | 17 апреля 2007   | Кальвиа, Испания               | Грунт    | Кейси Деллакква       | 6-1 6-7(3) 7-5    |
| 11. | 17 сентября 2007 | Мадрид, Испания                | Хард     | Сабина Лисицки        | 6-2 3-6 6-3       |
| 12. | 24 сентября 2007 | Гранада, Испания               | Хард     | Моника Никулеску      | 6-3 6-4           |

#### Поражения (8)
| №  | Дата            | Турнир              | Покрытие | Соперница в финале      | Счёт           |
| 1. | 24 мая 1999     | Сеута, Испания      | Хард     | Нурия Льягостера Вивес  | 3-6 4-6        |
| 2. | 29 мая 2000     | Модена, Италия      | Грунт    | Лурдес Домингес Лино    | 6-4 4-6 5-7    |
| 3. | 4 сентября 2000 | Денен, Франция      | Грунт    | Анабель Медина Гарригес | 6-2 5-7 0-6    |
| 4. | 23 апреля 2001  | Казерта, Италия     | Грунт    | Татьяна Гарбин          | 6-3 6-7(3) 2-6 |
| 5. | 2 июня 2003     | Галатина, Италия    | Грунт    | Кайя Канепи             | 3-6 3-6        |
| 6. | 30 августа 2005 | Мольерусса, Испания | Хард     | Кильдин Шевалье         | 2-6 7-5 2-6    |
| 7. | 20 марта 2006   | Сабадель, Испания   | Грунт    | Эстрелья Кабеса Кандела | 3-6 5-7        |
| 8. | 12 мая 2008     | Сен-Годенс, Франция | Грунт    | Петра Цетковская        | 4-6 4-6        |

### Финалы турнировWTAв парном разряде (35)

#### Победы (21)
| №   | Дата             | Турнир                  | Покрытие | Партнёрша               | Соперницы в финале                           | Счёт              |
| 1.  | 26 февраля 2001  | Акапулько, Мексика      | Грунт    | Анабель Медина Гарригес | Вирхиния Руано Паскуаль Паола Суарес         | 6-4 6-7(5) 7-5    |
| 2.  | 2 апреля 2001    | Порту, Португалия       | Грунт    | Анабель Медина Гарригес | Рита Гранде Александра Фусаи                 | 6-1 6-7(5) 7-5    |
| 3.  | 30 апреля 2001   | Бол, Хорватия           | Грунт    | Анабель Медина Гарригес | Надежда Петрова Тина Писник                  | 7-5 6-4           |
| 4.  | 30 июля 2001     | Базель, Швейцария       | Грунт    | Анабель Медина Гарригес | Йоаннетта Крюгер Марта Марреро               | 7-6(5) 6-2        |
| 5.  | 25 февраля 2008  | Акапулько, Мексика (2)  | Грунт    | Нурия Льягостера Вивес  | Ивета Бенешова Петра Цетковская              | 6-2 6-4           |
| 6.  | 16 февраля 2009  | Богота, Колумбия        | Грунт    | Нурия Льягостера Вивес  | Хисела Дулко Флавия Пеннетта                 | 7-5 3-6 [10-7]    |
| 7.  | 23 февраля 2009  | Акапулько, Мексика (3)  | Грунт    | Нурия Льягостера Вивес  | Лурдес Домингес Лино Аранча Парра Сантонха   | 6-4 6-2           |
| 8.  | 13 апреля 2009   | Барселона, Испания      | Грунт    | Нурия Льягостера Вивес  | Андрея Клепач Сорана Кырстя                  | 3-6 6-2 [10-8]    |
| 9.  | 13 июля 2009     | Палермо, Италия         | Грунт    | Нурия Льягостера Вивес  | Мария Корытцева Дарья Кустова                | 6-1 6-2           |
| 10. | 17 августа 2009  | Торонто, Канада         | Хард     | Нурия Льягостера Вивес  | Саманта Стосур Ренне Стаббс                  | 2-6 7-5 [11-9]    |
| 11. | 23 августа 2009  | Нью-Хэйвен, США         | Хард     | Нурия Льягостера Вивес  | Ивета Бенешова Луция Градецкая               | 6-2 7-5           |
| 12. | 27 октября 2009  | Итоговый чемпионат WTA  | Хард     | Нурия Льягостера Вивес  | Кара Блэк Лизель Хубер                       | 7-6(0) 5-7 [10-7] |
| 13. | 20 февраля 2010  | Дубай, ОАЭ              | Хард     | Нурия Льягостера Вивес  | Квета Пешке Катарина Среботник               | 7-6(5) 6-4        |
| 14. | 20 февраля 2011  | Дубай, ОАЭ (2)          | Хард     | Лизель Хубер            | Квета Пешке Катарина Среботник               | 7-6(5) 6-3        |
| 15. | 9 июля 2011      | Бостад, Швеция          | Грунт    | Лурдес Домингес Лино    | Нурия Льягостера Вивес Аранча Парра Сантонха | 6-3 6-3           |
| 16. | 23 июня 2012     | Истборн, Великобритания | Трава    | Нурия Льягостера Вивес  | Лиза Реймонд Лизель Хубер                    | 6-4 — отказ       |
| 17. | 19 июня 2016     | Мальорка, Испания       | Трава    | Габриэла Дабровски      | Лаура Зигемунд Анна-Лена Фридзам             | 6-4 6-2           |
| 18. | 23 сентября 2017 | Токио, Япония           | Хард     | Андрея Клепач           | Дарья Гаврилова Дарья Касаткина              | 6-3 6-2           |
| 19. | 24 июня 2018     | Мальорка, Испания (2)   | Трава    | Андрея Клепач           | Луция Шафаржова Барбора Штефкова             | 6-1 3-6 [10-3]    |
| 20. | 3 мая 2019       | Рабат, Марокко          | Грунт    | Сара Соррибес Тормо     | Хеорхина Гарсия Перес Оксана Калашникова     | 7-5 6-1           |
| 21. | 23 августа 2019  | Нью-Йорк, США           | Хард     | Дарья Юрак              | Маргарита Гаспарян Моника Никулеску          | 7-5 2-6 [10-7]    |

#### Поражения (14)
| №   | Дата            | Турнир              | Покрытие   | Партнёрша               | Соперницы в финале                         | Счёт           |
| 1.  | 9 июля 2001     | Палермо, Италия     | Грунт      | Анабель Медина Гарригес | Татьяна Гарбин Жанетт Гусарова             | 6-4 2-6 4-6    |
| 2.  | 23 июля 2001    | Касабланка, Марокко | Грунт      | Мария Эмилия Салерни    | Любомира Бачева Оса Свенссон               | 3-6 7-6(4) 1-6 |
| 3.  | 5 августа 2002  | Эспоо, Финляндия    | Грунт      | Ева Бес Остарис         | Светлана Кузнецова Аранча Санчес Викарио   | 3-6 7-6(5) 3-6 |
| 4.  | 7 июля 2003     | Палермо, Италия     | Грунт      | Аранча Парра Сантонха   | Адриана Серра-Дзанетти Эмили Стеллато      | 4-6 2-6        |
| 5.  | 5 мая 2008      | Берлин, Германия    | Грунт      | Нурия Льягостера Вивес  | Кара Блэк Лизель Хубер                     | 6-3 2-6 [2-10] |
| 6.  | 9 июня 2008     | Барселона, Испания  | Грунт      | Нурия Льягостера Вивес  | Лурдес Домингес Лино Аранча Парра Сантонха | 6-4 5-7 [4-10] |
| 7.  | 6 июля 2009     | Бостад, Швеция      | Грунт      | Нурия Льягостера Вивес  | Хисела Дулко Флавия Пеннетта               | 2-6 6-0 [5-10] |
| 8.  | 10 августа 2009 | Цинциннати, США     | Хард       | Нурия Льягостера Вивес  | Кара Блэк Лизель Хубер                     | 3-6 6-0 [2-10] |
| 9.  | 8 мая 2010      | Рим, Италия         | Грунт      | Нурия Льягостера Вивес  | Хисела Дулко Флавия Пеннетта               | 4-6 2-6        |
| 10. | 23 октября 2010 | Москва, Россия      | Хард (зал) | Сара Эррани             | Хисела Дулко Флавия Пеннетта               | 3-6 6-2 [6-10] |
| 11. | 6 января 2018   | Брисбен, Австралия  | Хард       | Андрея Клепач           | Кики Бертенс Деми Схюрс                    | 5-7 2-6        |
| 12. | 18 февраля 2018 | Доха, Катар         | Хард       | Андрея Клепач           | Габриэла Дабровски Елена Остапенко         | 3-6 3-6        |
| 13. | 8 апреля 2018   | Чарлстон, США       | Грунт      | Андрея Клепач           | Алла Кудрявцева Катарина Среботник         | 3-6 3-6        |
| 14. | 23 июня 2019    | Мальорка, Испания   | Трава      | Сара Соррибес Тормо     | Юханна Ларссон Кирстен Флипкенс            | 2-6 4-6        |

### Финалы турнировITFв парном разряде (39)

#### Победы (23)
| №   | Дата             | Турнир                               | Покрытие   | Партнёрша                 | Соперницы в финале                                | Счёт           |
| 1.  | 24 мая 1999      | Сеута, Испания                       | Хард       | Росио Гонсалес            | Александра Кравец Нурия Льягостера Вивес          | 7-6(4) 6-0     |
| 2.  | 27 сентября 1999 | Порту, Португалия                    | Грунт      | Лурдес Домингес Лино      | Алисия Ортуно Михаэла Паштикова                   | 3-6 6-2 6-1    |
| 3.  | 29 мая 2000      | Модена, Италия                       | Грунт      | Лурдес Домингес Лино      | Мая Матевжич Тина Хергольд                        | 6-4 4-6 6-3    |
| 4.  | 17 июля 2000     | Вальядолид, Испания                  | Хард       | Алисия Ортуно             | Лорна Вудрофф Труди Мусгрейв                      | 6-2 6-4        |
| 5.  | 4 сентября 2000  | Денен, Франция                       | Грунт      | Лурдес Домингес Лино      | Елена Бовина Мариана Диас Олива                   | 6-4 6-0        |
| 6.  | 22 июня 2003     | Перигё, Франция                      | Грунт      | Анабель Медина Гарригес   | Лана Попадич Наташа Рандриантефи                  | 6-0 6-3        |
| 7.  | 29 июня 2003     | Мон-де-Марсан, Франция               | Грунт      | Паула Гарсия              | Кристина Зачариаду Кильдин Шевалье                | 6-4 7-5        |
| 8.  | 29 сентября 2003 | Жирона, Испания                      | Грунт      | Кончита Мартинес Гранадос | Любомира Бачева Роберта Винчи                     | 7-5 6-3        |
| 9.  | 21 февраля 2005  | Мелилья, Испания                     | Хард       | Сара Эррани               | Сунь Шэннань Ян Шуцзин                            | 6-7(2) 6-0 7-5 |
| 10. | 2 августа 2005   | Виго, Испания                        | Хард       | Анна Фонт Эстрада         | Эстрелья Кабеса Кандела Матильда Муньос Гонсалвес | 6-2 6-3        |
| 11. | 15 августа 2005  | Коимбра, Португалия                  | Хард       | Анна-Катарина Ногейра     | Анжелика Кербер Татьяна Пряхин                    | 6-4 7-6(1)     |
| 12. | 13 сентября 2005 | Бордо, Франция                       | Грунт      | Кончита Мартинес Гранадос | Ясмин Вёр Юлия Шруфф                              | 7-5 6-2        |
| 13. | 15 октября 2005  | Севилья, Испания                     | Грунт      | Сара Эррани               | Габриэла Никулеску Моника Никулеску               | 6-2 7-6(5)     |
| 14. | 6 июня 2006      | Мадрид, Испания                      | Грунт      | Жоана Кортес              | Дженифер Виджая Карла Тьене                       | 6-3 6-2        |
| 15. | 12 июня 2006     | Марсель, Франция                     | Грунт      | Кончита Мартинес Гранадос | Северин Бремон-Бельтрам Стефани Коэн-Алоро        | 7-5 6-4        |
| 16. | 9 октября 2006   | Жуэ-ле-Тур, Франция                  | Грунт      | Стефани Коэн-Алоро        | Рената Ворачова Барбора Стрыцова                  | 7-5 7-5        |
| 17. | 17 сентября 2007 | Мадрид, Испания                      | Хард       | Аранча Парра Сантонха     | Моника Никулеску Евгения Савранская               | 6-1 7-6(4)     |
| 18. | 24 сентября 2007 | Гранада, Испания                     | Хард       | Марта Марреро             | Александра Дулгеру Моника Никулеску               | 6-4 6-1        |
| 19. | 8 октября 2007   | Реджо-ди-Калабрия, Италия            | Грунт      | Марта Марреро             | Сандра Мартинович Штефани Хайднер                 | 6-1 6-2        |
| 20. | 22 октября 2007  | Сан-Кугат-дель-Вальес, Испания       | Грунт      | Нурия Льягостера Вивес    | Орели Веди Кира Надь                              | 6-4 6-1        |
| 21. | 10 марта 2008    | Лас-Пальмас-де-Гран-Канария, Испания | Грунт      | Марта Марреро             | Анна Герасиму Анна Хокинс                         | 6-2 7-6(1)     |
| 22. | 14 апреля 2008   | Сен-Мало, Франция                    | Грунт      | Аранча Парра Сантонха     | Рената Ворачова Анастасия Екимова                 | 6-2 6-1        |
| 23. | 20 декабря 2015  | Анкара, Турция                       | Хард (зал) | Марина Мельникова         | Паула Каня Лесли Керкхове                         | 6-4 5-7 [10-8] |

#### Поражения (16)
| №   | Дата             | Турнир                         | Покрытие    | Партнёрша                 | Соперницы в финале                              | Счёт              |
| 1.  | 11 мая 1998      | Тортоса, Испания               | Грунт       | Анабель Медина Гарригес   | Патрисия Аснар Синтия Перес                     | 0-6 3-6           |
| 2.  | 5 октября 1998   | Жирона, Испания                | Грунт       | Марта Марреро             | Роса Мария Андрес Родригес Лурдес Домингес Лино | 6-4 1-6 6-7(5)    |
| 3.  | 12 июня 2000     | Градо, Италия                  | Грунт       | Марта Марреро             | Ванесса Менга Алисия Ортуно                     | 6-3 5-7 1-6       |
| 4.  | 10 июля 2000     | Гечо, Испания                  | Грунт       | Лурдес Домингес Лино      | Алисия Ортуно Майя Палавершич-Куперсмит         | 1-6 2-6           |
| 5.  | 23 апреля 2001   | Казерта, Италия                | Грунт       | Хисела Риера              | Ева Бес Лурдес Домингес Лино                    | 1-6 6-7(5)        |
| 6.  | 15 сентября 2002 | Бьелла, Италия                 | Грунт       | Анабель Медина Гарригес   | Любомира Бачева Ева Бес                         | 5-7 6-2 6-7(5)    |
| 7.  | 28 апреля 2003   | Малье, Италия                  | Грунт       | Нурия Льягостера Вивес    | Эдина Галловиц Делия Сесчоряну                  | 4-6 6-4 3-6       |
| 8.  | 11 августа 2003  | Мартина-Франка, Италия         | Грунт       | Паула Гарсия              | Мервана Югич-Салкич Дарья Юрак                  | 6-2 4-6 1-6       |
| 9.  | 3 октября 2005   | Барселона, Испания             | Грунт       | Кончита Мартинес Гранадос | Лурдес Домингес Лино Мария Санчес Лоренсо       | 5-7 7-6(4) 6-7(3) |
| 10. | 25 октября 2005  | Сан-Кугат-дель-Вальес, Испания | Грунт       | Кончита Мартинес Гранадос | Лурдес Домингес Лино Аранча Парра Сантонха      | 4-6 3-6           |
| 11. | 20 марта 2006    | Сабадель, Испания              | Грунт       | Марта Фрага Перес         | Эстрелла Кабеса Кандела Нурия Роиг              | 1-6 1-6           |
| 12. | 11 апреля 2006   | Сан-Луис-Потоси, Мексика       | Грунт       | Жоана Кортес              | Жофия Губачи Матея Межак                        | 6-4 4-6 4-6       |
| 13. | 17 апреля 2007   | Кальвиа, Испания               | Грунт       | Аранча Парра Сантонха     | Андреа Главачкова Петра Цетковская              | 5-7 4-6           |
| 14. | 28 января 2008   | Бельфор, Франция               | Ковёр (зал) | Марта Марреро             | Андреа Главачкова Луция Градецкая               | 6-7(8) 4-6        |
| 15. | 31 марта 2008    | Патры, Греция                  | Хард        | Аранча Парра Сантонха     | Анастасия Екимова Ципора Обзилер                | 5-7 1-6           |
| 16. | 7 апреля 2008    | Монсон, Испания                | Хард        | Аранча Парра Сантонха     | Эммануэль Гальярди Рика Фудзивара               | 6-1 6-7(5) [8-10] |

### Финалы командных турниров (2)

#### Победа (1)
| №  | Год  | Турнир        | Команда                   | Соперник в финале            | Счёт |
| 1. | 2010 | Кубок Хопмана | Испания Мартинес, Робредо | Великобритания Робсон,Маррей | 2-1  |

#### Поражение (1)
| №  | Год  | Турнир          | Команда                    | Соперник в финале                             | Счёт |
| 1. | 2008 | Кубок Федерации | Испания Не играла в финале | Россия Звонарёва, Кузнецова, Веснина,Макарова | 0-4  |